# 海軍奉行
海軍奉行（かいぐんぶぎょう）は、幕末に江戸幕府により設置された役職である。役料は5000石。
慶応元年（1865年）に設置される。初代は下野黒羽藩大関増裕。翌年には海軍奉行を補佐する海軍奉行並が設けられる。軍艦奉行の上役として幕府海軍を統括した。慶応2年（1866年）に海軍総裁が常設されると、その下役となった。

## 主な海軍奉行
- 大関増裕
- 京極高富
- 稲垣太清
- 小笠原長常
- 荒井郁之助（蝦夷共和国）

## 主な海軍奉行並
- 小栗忠順
- 勝海舟
- 織田信愛

## 参考
- 高橋典幸他著『日本軍事史』吉川弘文館、2006年。ISBN 978-4642079532